# Rio Pardo (Bahia)
Pour les articles homonymes, voir Rio Pardo (homonymie).
Le rio Pardo est un cours d'eau brésilien prenant sa source dans le Minas Gerais et baignant aussi l'État de Bahia. Lors de la période coloniale, il portait le nom de Rio Santo Antônio.